# Лабецкий, Алексей Казимирович
Алексе́й Казими́рович Лабе́цкий (род. 12 ноября 1957) — советский и российский дипломат. Чрезвычайный и полномочный посол (2021).

## Биография
Окончил МГИМО МИД СССР (1983). На дипломатической работе с 1983 года. Владеет португальским, французским и английским языками.
- В 2003—2004 годах — советник-посланник Посольства России в Бразилии.
- В 2005—2010 годах — генеральный консул России в Рио-де-Жанейро (Бразилия).
- С мая 2010 по ноябрь 2013 года — заместитель директора Латиноамериканского департамента МИД России.
- С 5 ноября 2013 по 10 января 2018 года — чрезвычайный и полномочный посол России в Уругвае[1][2].
- С 15 января 2014 по 10 января 2018 года — наблюдатель при Комитете представителей Латиноамериканской ассоциации интеграции по совместительству[3][2].
- В 2018—2021 годах — заместитель директора Латиноамериканского департамента МИД России.
- С 28 января 2021 года — чрезвычайный и полномочный посол России в Бразилии[4].
- С 26 февраля 2021 года — чрезвычайный и полномочный посол России в Суринаме по совместительству[5].

## Дипломатический ранг
- Чрезвычайный и полномочный посланник 2 класса (25 декабря 2006)[6].
- Чрезвычайный и полномочный посланник 1 класса (10 февраля 2016)[7].
- Чрезвычайный и полномочный посол (13 сентября 2021)[8].

## Награды
- Знак отличия «За безупречную службу» XXX лет (2 июня 2022) — За большой вклад в реализацию внешнеполитического курса Российской Федерации и многолетнюю добросовестную дипломатическую службу[9].
- Благодарность Президента Российской Федерации (17 апреля 2025) — за вклад в реализацию внешнеполитического курса Российской Федерации[10].

## Семья
Женат, имеет взрослых сыновей.